# 白希珩
白希珩（1539年—？），字汝佩，山西太原府石州寧鄉縣人，民籍，明朝政治人物。同進士出身。

## 生平
嘉靖四十三年（1564年）甲子科山西鄉試第二十名舉人，隆慶二年（1568年）中式戊辰科會試第一百五十二名，三甲第一百三十六名進士。授河南宜陽縣知縣，官至南京戶部郎中。

## 家族
曾祖白春；祖父白旻；父白宗商，監生。前母楊氏；母張氏。